# Spinolambrus johngarthi
Spinolambrus johngarthi is een krabbensoort uit de familie van de Parthenopidae. De wetenschappelijke naam van de soort is voor het eerst geldig gepubliceerd in 1997 door Hendrickx & Landa-Jaime.